# Gymnastique artistique
La gymnastique artistique est une discipline athlétique consistant à enchaîner des mouvements acrobatiques sur des agrès. On distingue la gymnastique artistique masculine et la gymnastique artistique féminine. Chaque année se déroulent les championnats du monde de gymnastique artistique sauf les années des Jeux olympiques.

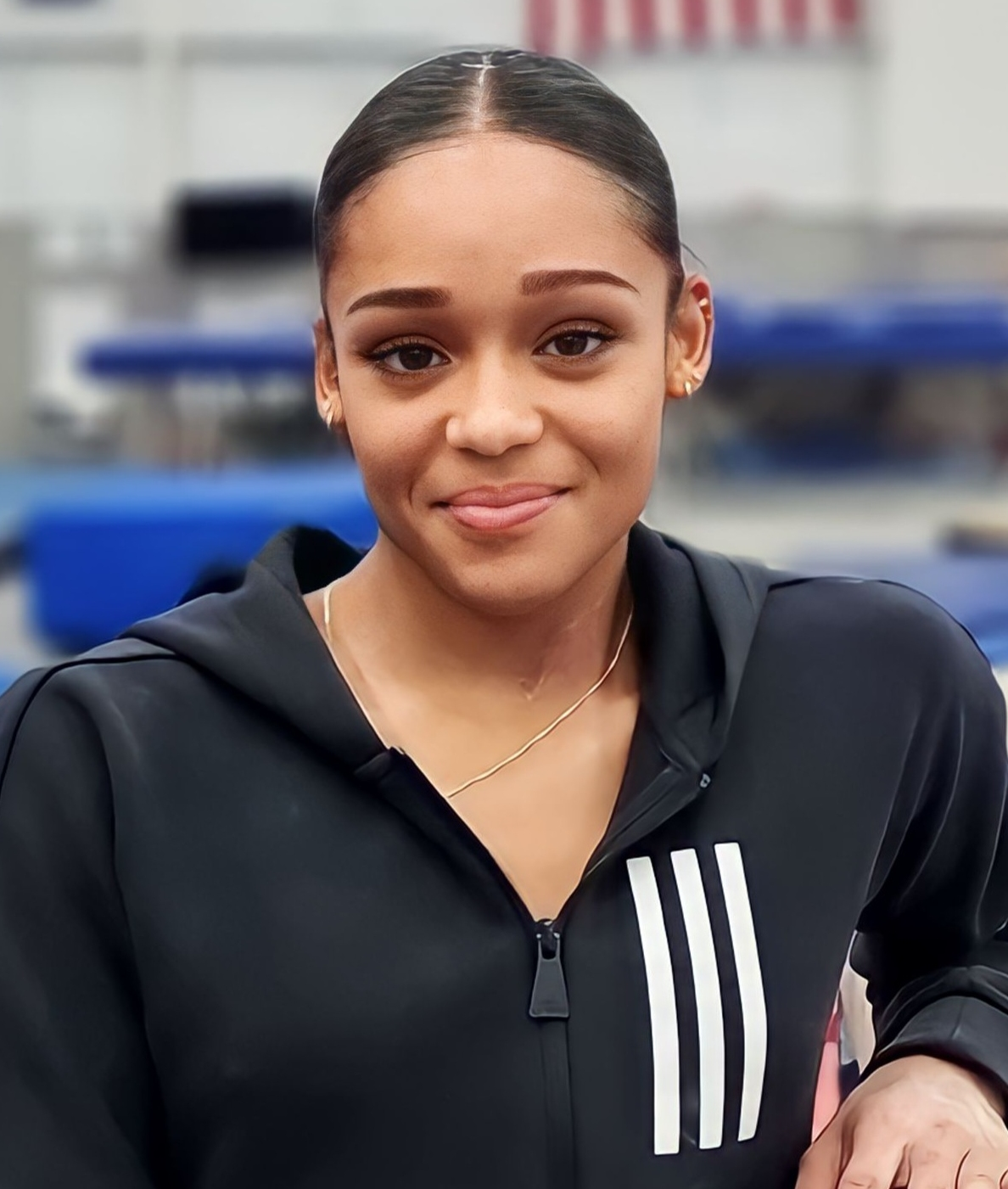
Mélanie de Jesus dos Santos.

## Histoire
La gymnastique artistique plonge ses racines dans les concours athlétiques de l'Antiquité, remis au goût du jour par les humanistes de la Renaissance. Sous l'impulsion des Allemands, Danois et Suédois, principalement, la gymnastique artistique masculine met en place ses agrès dès le XVIIIe siècle. L'expression « gymnastique artistique » apparaît au début des années 1800 pour désigner la gymnastique de loisir et la distinguer de celle pratiquée par les militaires. Ces pratiques sont réservées aux hommes jusqu'à la fin du XIXe siècle : dès 1860 en Suisse, en 1894 en Allemagne et en 1910 en France. On assiste alors à la formation de clubs féminins qui jettent les bases de la version féminine de la gymnastique artistique féminine. 
Le « Bureau des fédérations européennes de gymnastique » est fondé le 23 juillet 1881 sous l'impulsion des Français, des Belges et des Néerlandais, les trois membres fondateurs. Ce bureau se transforme en Fédération internationale de gymnastique en 1922. Cet organisme fédère, dès l'origine, toutes les formes de gymnastique, de la préparation militaire à la gymnastique artistique. La gymnastique dite artistique est présente au programme des Jeux olympiques dès 1896. Les premières épreuves olympiques féminines se tiennent en 1928 à Amsterdam.
En 1948, à l'occasion des jeux olympiques de Londres, deux modifications sont apportées aux épreuves féminines : les barres parallèles sont définitivement remplacées par les barres asymétriques et la largeur de la poutre est fixée à 10 cm.
La musique accompagne les démonstrations au sol depuis 1958 ; c'est d'abord un pianiste qui assure l'ambiance musicale puis on a recours à des bandes pré-enregistrées de versions orchestrées.
Les épreuves masculines comprennent jusqu'en 1954 un ensemble combinant gymnastique et athlétisme.
Depuis 1953 est organisée périodiquement une grande manifestation internationale appelée « Gymnaestrada » qui regroupe plusieurs milliers de sportifs. Sans prix ni compétition, cette manifestation est uniquement consacrée au sport.
Des années d'entrainement sont nécessaires pour acquérir un niveau olympique.  Les meilleures gymnastes sont probablement les américaines, comme Simone Biles, Gabrielle Douglas ou encore Aly Raisman. Nadia Comăneci est la première gymnaste à obtenir la note de 10 aux barres asymétriques à Montréal en 1976. La dernière à avoir obtenu ce score est la roumaine Lavinia Miloșovici à Barcelone aux Jeux olympiques d'été de 1992 pour son exercice au sol.

## Compétition

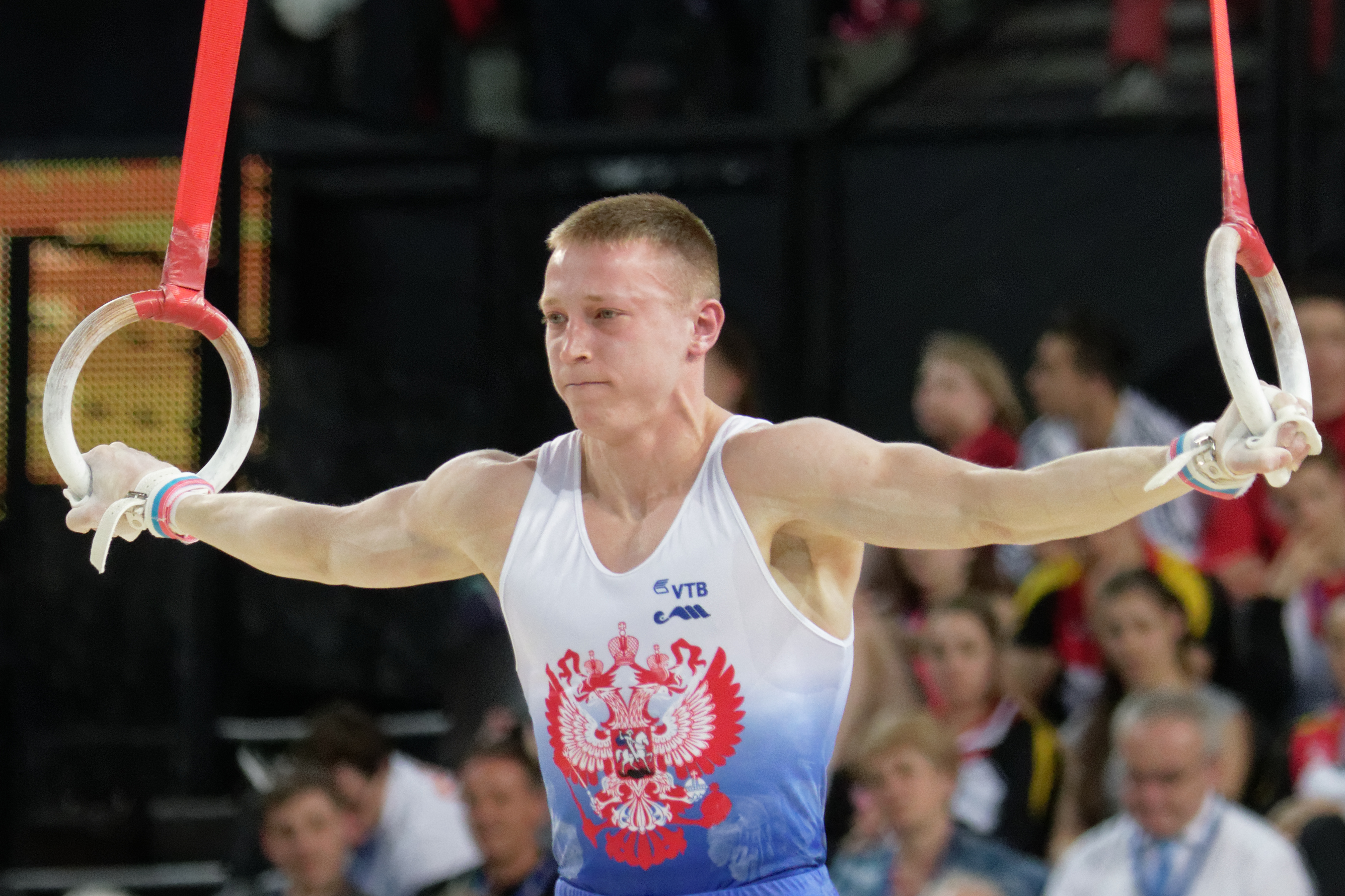
Denis Ablyazin en position de « croix de fer » aux anneaux lors des championnats d'Europe de 2015.

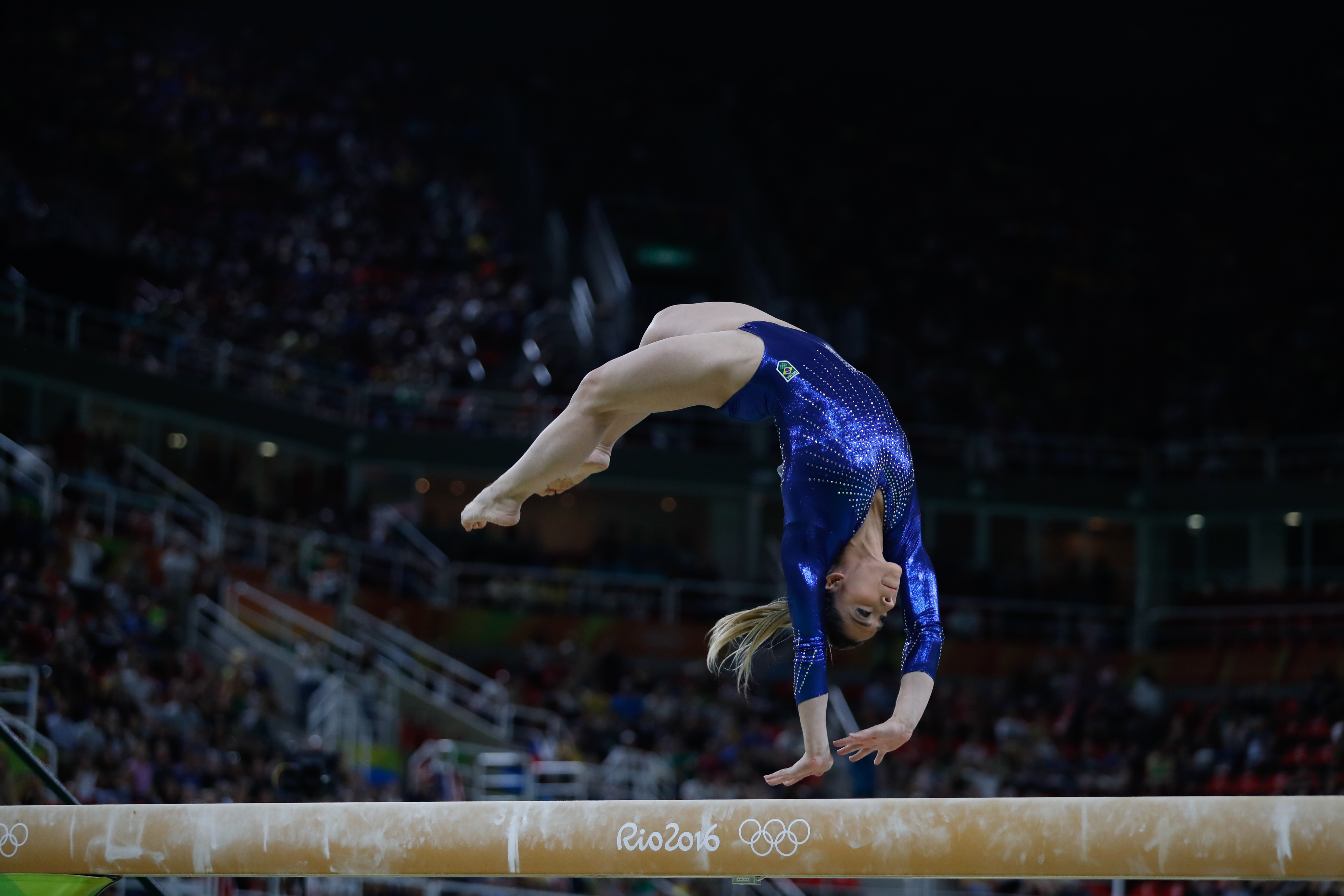
Gymnaste à la poutre lors des Jeux olympiques 2016.

La compétition se déroule de deux manières : en concours par équipe et en concours individuel. Ce dernier se subdivise en concours général (l'intégralité des agrès) et en concours par appareil. Chez les femmes, il existe quatre agrès : le saut de cheval, les barres asymétriques, la poutre et le sol. Chez les hommes il y a six agrès : le sol, le cheval d'arçons, les anneaux, le saut de cheval, les barres parallèles et la barre fixe.
Le système traditionnel de notation sur 10 — où l'obtention de la note maximale était rarissime, voir l'exemple de Nadia Comăneci — a été remplacé en 2006 par un nouveau système de notation. La note de la gymnaste se compose d'une note d'exécution qui est de 10, à laquelle les juges retirent les chutes et imperfections comme les jambes pliées ou écartées. Puis on additionne à cette note une note acquise par le degré de difficulté de l'enchaînement de la gymnaste. Au plus haut niveau mondial, les notes de départ sont comprises entre 16 et 17 (10 d'exécution + 6 ou 7 de difficulté).
Il existe aussi des « concours partiels » au cours desquels le gymnaste ne présente qu'un maximum de deux agrès pour les filles et de trois pour les garçons. Le but de ces compétitions est surtout de permettre aux jeunes « retraités » de pouvoir encore concourir ou de se spécialiser sur certains agrès.

## Autres disciplines gymniques
- Gymnastique rythmique
- Gymnastique aux agrès
- Trampoline
- Tumbling
- Gymnastique acrobatique
- Gymnastique aérobic
- TeamGym

## Fabricants de matériel gymnique
Les principaux fabricants de matériel gymnique sont : Alder+Eisenhut, Dima, GES, Gymnova, Janssen-Fritsen, Kassiopé, Nouansport, Spiet Anderson et Tryo Sport. Il y a aussi des fabricants de justaucorps comme 9.9, Y.C, Ervy, Christian Moreau, Adidas, Agiva, GK. Chaque gymnaste peut porter le justaucorps qui lui plait lors de compétitions individuelles toutefois les gymnastes doivent porter le même justaucorps lors des compétitions en équipe sous peine d'amendes ou disqualification.